# Miscoso
Miscoso (Mescos nel dialetto locale) è una frazione del comune italiano di Ventasso, nella provincia di Reggio Emilia, in Emilia-Romagna. Il borgo è collocato nel Parco nazionale dell'Appennino Tosco-Emiliano e nella riserva dell'oasi naturalistica all'interno del parco nazionale.

## Geografia
Miscoso è situato a 20 km a sud-ovest di Ramiseto lungo un fianco monte Corno che domina la confluenza del torrente Liocca nell'Enza. La frazione è situata nell'alta val d'Enza, nell'area storico-culturale nota come Valle dei Cavalieri.

## Storia
Un tempo borgata del villaggio di Campinci, documentato dall'epoca altomedievale, andò nei secoli ad assumere maggiore importanza e alla metà del XIV secolo è testimoniata la giurisdizione della "Villa de Mischuxio et de Campincio", nel comune di Vairo; in un documento del 1564 è ricordata la presenza di un «Oratorium S. Iacobi in Campizioa in Miscosia».
Nel 1847, in seguito al trattato di Firenze, venne ceduta dal ducato di Parma e Piacenza al ducato di Modena e Reggio.

## Monumenti e luoghi d'interesse
- Chiesa di Santa Maria Assunta, risulta datata 1667 e conserva un portale del 1715.[1][2][3]

## Infrastrutture e trasporti
Miscoso è attraversata dalla strada provinciale 15 che attraversa l'intero territorio ramisetano unendo la SS 63 con la provincia di Parma ed il passo del Lagastrello.